# Маношина, Надежда Александровна
Надежда Александровна Маношина (1917 — 1995) — советский врач-педиатр. Герой Социалистического Труда (1969).

## Биография
Родилась 17 сентября 1917 года на территории современного Пермского края.
С 1940 года после окончания Пермского медицинского института, работала — заведующей амбулаторией в Сухобузимском районе Красноярского края.
С 1941 по 1945 годы в период Великой Отечественной войны работала — врачом в эвакуационном госпитале и заведующей врачебным участком в Барабинском районе Новосибирской области.
С 1945 года работала врачом в хирургическом отделении Новосибирской областной больницы. С 1946 года работала в Мошковской Центральной районной больнице — врачом,  с 1949 года — главным врачом.
С 1955 по 1975 годы — заведующая родильным отделением и по совместительству гинеколог Чулымской Центральной районной больницы. Родильное отделение под руководством Н. А. Маношина превратилось в одно из самых лучших в Чулымской Центральной районной больнице.
4 февраля 1969 года  Указом Президиума Верховного Совета СССР «за большие заслуги в области охраны здоровья советского народа и внедрение новых методов лечения» Надежда Александровна Маношина была удостоена звания Героя Социалистического Труда с вручением Ордена Ленина и золотой медали «Серп и Молот».
В 1975 году Н. А. Маношина переехала в Новосибирск, работала — врачом-педиатром в Новосибирской детской клинической больнице № 4, курируя два детских сада.
Помимо основной деятельности Н. А. Маношина в 1971 году была делегатом  XXIV съезда КПСС, избиралась депутатом Чулымского районного  Совета народных депутатов, членом райкома профсоюза медицинских работником, дважды была делегатом Всероссийского съезда акушеров-гинекологов.
С 1989 года вышла на пенсию.
Жила в Новосибирске. Скончалась 9 февраля 1995 года, похоронена на кладбище дачного посёлка Кудряшовский Новосибирского района Новосибирской области.

## Награды
- Медаль «Серп и Молот» (4.02.1969)
- Орден Ленина (4.02.1969)
- Медаль «За доблестный труд в Великой Отечественной войне 1941—1945 гг.» (6.06.1945)

### Звания
- Почётный гражданин города Чулым